# Raphael Dwamena
Raphael Dwamena (Nkawkaw, 12 settembre 1995 – Kavajë, 11 novembre 2023) è stato un calciatore ghanese, di ruolo attaccante.

## Biografia

### Carriera

#### Club
Il 7 agosto 2018 viene acquistato a titolo definitivo per 6,2 milioni di euro dalla squadra spagnola del Levante.

#### Nazionale
Tra il 2017 ed il 2018 ha totalizzato complessivamente 9 presenze e 2 reti con la nazionale ghanese.

## Morte
Durante il match di serie A albanese tra Egnatia e Partizani Tirana, Raphael ha un malore e viene trasportato d'urgenza in ospedale, dove muore poco dopo a 28 anni. L'attaccante era affetto da aritmia e già in passato aveva avuto malori mentre era in campo, che però non l'avevano portato a interrompere la sua carriera di calciatore.

## Statistiche

### Presenze e reti nei club
Statistiche aggiornate al 16 marzo 2023.
| Stagione         | Squadra          | Campionato       | Campionato | Campionato | Coppe nazionali | Coppe nazionali | Coppe nazionali | Coppe continentali | Coppe continentali | Coppe continentali | Altre coppe | Altre coppe | Altre coppe | Totale | Totale |
| Stagione         | Squadra          | Comp             | Pres       | Reti       | Comp            | Pres            | Reti            | Comp               | Pres               | Reti               | Comp        | Pres        | Reti        | Pres   | Reti   |
| ---------------- | ---------------- | ---------------- | ---------- | ---------- | --------------- | --------------- | --------------- | ------------------ | ------------------ | ------------------ | ----------- | ----------- | ----------- | ------ | ------ |
| 2014-2015        | Liefering        | 2L               | 2          | 0          | -               | -               | -               | -                  | -                  | -                  | -           | -           | -           | 2      | 0      |
| 2015-2016        | Liefering        | 2L               | 25         | 6          | -               | -               | -               | -                  | -                  | -                  | -           | -           | -           | 25     | 6      |
| Totale Liefering | Totale Liefering | Totale Liefering | 27         | 6          |                 | -               | -               |                    | -                  | -                  |             | -           | -           | 27     | 6      |
| 2016-gen. 2017   | Austria Lustenau | 2L               | 20         | 18         | CA              | 2               | 3               | -                  | -                  | -                  | -           | -           | -           | 22     | 21     |
| gen.-giu. 2017   | Zurigo           | CL               | 18         | 12         | CS              | 1               | 0               | -                  | -                  | -                  | -           | -           | -           | 19     | 12     |
| 2017-2018        | Zurigo           | SL               | 32         | 9          | CS              | 4               | 4               | -                  | -                  | -                  | -           | -           | -           | 36     | 13     |
| ago. 2018        | Zurigo           | SL               | 1          | 0          | CS              | 0               | 0               | UEL                | -                  | -                  | -           | -           | -           | 1      | 0      |
| Totale Zurigo    | Totale Zurigo    | Totale Zurigo    | 51         | 21         |                 | 5               | 4               |                    | -                  | -                  |             | -           | -           | 56     | 25     |
| 2018-2019        | Levante          | PD               | 12         | 0          | CR              | 3               | 1               | -                  | -                  | -                  | -           | -           | -           | 15     | 1      |
| 2019-2020        | Real Saragozza   | SD               | 9          | 2          | CR              | 0               | 0               | -                  | -                  | -                  | -           | -           | -           | 9      | 2      |
| 2020-2021        | Vejle            | SL               | 5          | 2          | CD              | 1               | 0               | -                  | -                  | -                  | -           | -           | -           | 6      | 2      |
| 2021-2022        | Blau-Weiß Linz   | 2L               | 3          | 0          | CA              | 0               | 0               | -                  | -                  | -                  | -           | -           | -           | 3      | 0      |
| 2022-gen. 2023   | Old Boys Basilea | SLI              | 11         | 8          | -               | -               | -               | -                  | -                  | -                  | -           | -           | -           | 11     | 8      |
| gen.-giu. 2023   | Egnatia          | KS               | 18         | 11         | CA              | 6               | 1               | -                  | -                  | -                  | -           | -           | -           | 24     | 12     |
| 2023-2024        | Egnatia          | KS               | 0          | 0          | CA              | 0               | 0               | UECL               | 2                  | 3                  | -           | -           | -           | 2      | 3      |
| Totale Egnatia   | Totale Egnatia   | Totale Egnatia   | 18         | 11         |                 | 6               | 1               |                    | 2                  | 3                  |             | -           | -           | 26     | 15     |
| Totale carriera  | Totale carriera  | Totale carriera  | 156        | 68         |                 | 17              | 9               |                    | 2                  | 3                  |             | -           | -           | 175    | 80     |

### Cronologia presenze e reti in nazionale
| Cronologia completa delle presenze e delle reti in nazionale ― Ghana | Cronologia completa delle presenze e delle reti in nazionale ― Ghana | Cronologia completa delle presenze e delle reti in nazionale ― Ghana | Cronologia completa delle presenze e delle reti in nazionale ― Ghana | Cronologia completa delle presenze e delle reti in nazionale ― Ghana | Cronologia completa delle presenze e delle reti in nazionale ― Ghana | Cronologia completa delle presenze e delle reti in nazionale ― Ghana | Cronologia completa delle presenze e delle reti in nazionale ― Ghana |
| Data                                                                 | Città                                                                | In casa                                                              | Risultato                                                            | Ospiti                                                               | Competizione                                                         | Reti                                                                 | Note                                                                 |
| -------------------------------------------------------------------- | -------------------------------------------------------------------- | -------------------------------------------------------------------- | -------------------------------------------------------------------- | -------------------------------------------------------------------- | -------------------------------------------------------------------- | -------------------------------------------------------------------- | -------------------------------------------------------------------- |
| 11-6-2017                                                            | Kumasi                                                               | Ghana                                                                | 5 – 0                                                                | Etiopia                                                              | Qual. Coppa d'Africa 2019                                            | 2                                                                    |                                                                      |
| 29-6-2017                                                            | Houston                                                              | Messico                                                              | 1 – 0                                                                | Ghana                                                                | Amichevole                                                           | -                                                                    | 85’                                                                  |
| 1-7-2017                                                             | East Hartford                                                        | Stati Uniti                                                          | 2 – 1                                                                | Ghana                                                                | Amichevole                                                           | -                                                                    | 66’                                                                  |
| 7-10-2017                                                            | Kampala                                                              | Uganda                                                               | 0 – 0                                                                | Ghana                                                                | Qual. Mondiali 2018                                                  | -                                                                    | 56’                                                                  |
| 10-10-2017                                                           | Jeddah                                                               | Arabia Saudita                                                       | 0 – 3                                                                | Ghana                                                                | Amichevole                                                           | -                                                                    |                                                                      |
| 12-11-2017                                                           | Kumasi                                                               | Ghana                                                                | 1 – 1                                                                | Egitto                                                               | Qual. Mondiali 2018                                                  | -                                                                    | 74’                                                                  |
| 30-5-2018                                                            | Yokohama                                                             | Giappone                                                             | 0 – 2                                                                | Ghana                                                                | Amichevole                                                           | -                                                                    | 64’                                                                  |
| 7-6-2018                                                             | Reykjavík                                                            | Islanda                                                              | 2 – 2                                                                | Ghana                                                                | Amichevole                                                           | -                                                                    | 46’                                                                  |
| 8-9-2018                                                             | Nairobi                                                              | Kenya                                                                | 1 – 0                                                                | Ghana                                                                | Qual. Coppa d'Africa 2019                                            | -                                                                    | 46’                                                                  |
| Totale                                                               |                                                                      | Presenze                                                             | 9                                                                    |                                                                      | Reti                                                                 | 2                                                                    |                                                                      |

## Palmarès

### Club

#### Competizioni nazionali
- Challenge League: 1

Zurigo: 2016-2017
- Coppa Svizzera: 1

Zurigo: 2017-2018
- Coppa d'Albania: 1

Egnatia: 2022-2023